# Мельгунов, Михаил Эрастович
Михаил Эрастович Мельгунов (1869—1924) — генерал-лейтенант, герой Первой мировой войны.

## Биография
Родился 18 октября 1869 года, происходил из дворян Казанской губернии. Образование получил в Оренбургском Неплюевском кадетском корпусе, по окончании которого 30 августа 1889 года был принят в Михайловское артиллерийское училище. Выпущен 10 августа 1890 года подпоручиком в 3-ю гвардейскую гренадерскую артиллерийскую бригаду. 4 августа 1892 года был переведён подпоручиком гвардии в лейб-гвардии 2-ю артиллерийскую бригаду. 4 августа 1896 года произведён в поручики гвардии.
Пройдя курс наук в Николаевской академии Генерального штаба Мельгунов (выпущен по 1-му разряду) 26 ноября 1898 года был назначен старшим адъютантом штаба 5-й пехотной дивизии, причём несколько ранее за успехи в науках был произведён в штабс-капитаны с переименованием в капитаны Генерального штаба (со старшинством от 6 декабря 1897 года). 27 ноября 1897 года назначен обер-офицером для особых поручений при штабе 21-го армейского корпуса.
В 1900—1901 годах Мельгунов находился на Дальнем Востоке, где принимал участие в военных действиях против боксёров. За боевые отличия в Китае в 1901 году был награждён орденом св. Владимира 4-й степени с мечами и бантом.
По возвращении с войны он 6 декабря 1901 года был произведён в подполковники и назначен начальником штаба Михайловской крепости, а с 4 сентября по 4 декабря 1902 года занимал такую же должность в Усть-Двинской крепости, после чего был зачислен штаб-офицером для особых поручений при штабе 21-го армейского корпуса. С 26 октября 1902 года по 26 октября 1903 года отбывал цензовое командование ротой в 165-м пехотном Луцком полку и там же с 9 мая по 12 октября 1904 года проходил цензовое командование батальоном. С 9 июня 1904 года числился начальником штаба 68-й пехотной дивизии и вступил в эту должность после возвращения из Луцкого полка.
С 8 апреля 1906 года являлся штаб-офицером при управлении 51-й пехотной резервной бригады и с 15 мая по 14 июня 1906 года был прикомандирован к артиллерии. 6 декабря 1907 года произведён в полковники. В июне 1909 года Мельгунов совершил месячную командировку в кавалерию для изучения кавалерийской службы армии.
31 декабря 1909 года был назначен начальником штаба 33-й пехотной дивизии, а 28 марта 1913 года возглавил хорошо знакомый ему 165-й пехотный Луцкий полк, во главе которого стретил начало Первой мировой войны.
За боевые отличия Мельгунов в начале 1915 года был произведён в генерал-майоры (со старшинством от 31 августа 1914 года), в марте временно командовал 42-й пехотной дивизией, и 9 марта 1915 года награждён Георгиевским оружием:
За то, что в течение 14-ти суток отбивал все бешеные атаки австрийцев и не уступил ни одного участка своей позиции
15 апреля 1915 года назначен начальником штаба 33-го армейского корпуса. Высочайшим приказом от 19 мая 1915 года Мельгунов был награждён орденом св. Георгия 4-й степени
За выдающуюся распорядительность и мужество, проявленные 13 августа 1914 г. в бою у с. Княже, в котором, начальствуя авангардом, быстрым развёртыванием последнего и энергичной атакой остановил наступление превосходных сил противника, заставил их перейти к оборонительному способу действий, а затем после упорного боя опрокинул его и обратил в бегство.
С 18 октября 1915 года Мельгунов состоял в распоряжении Главнокомандующего армиями Юго-Западного фронта, с 27 января 1916 года был генералом для поручений при Главнокомандующем армиями Юго-Западного фронта. С 13 марта по 16 апреля 1917 года командовал 1-й Заамурской пограничной пехотной дивизией. 29 апреля того года был произведён в генерал-лейтенанты и с 16 мая по 7 августа командовал 41-м армейским корпусом.
22 октября 1917 года Мельгунов был назначен начальником штаба 8-й армии, однако после Октябрьской революции уехал на Юг и состоял в резерве чинов Вооружённых силах Юга России. Во 2-й половине 1919 года занял должность начальника штаба войск Юго-Западного края и исполняющего дела командующего войсками Юго-Западного края.
В начале 1920 года эвакуировался из Новороссийска в Турцию. Вскоре эмигрировал в Югославию. Скончался 24 января 1924 года в городе Нови-Сад, похоронен на Успенском кладбище.

## Награды
Среди прочих наград Мельгунов имел ордена:
- Орден Святого Владимира 4-й степени с мечами и бантом (1 мая 1901 года)
- Орден Святого Станислава 2-й степени (29 января 1906 года)
- Орден Святого Владимира 3-й степени (1911)
- Георгиевское оружие (9 марта 1915 года)
- Орден Святого Георгия 4-й степени (19 мая 1915 года)